# Алтеймер (Арканзас)
Алтеймер (англ. Altheimer) — місто (англ. city) в США, в окрузі Джефферсон штату Арканзас. Населення — 696 осіб (2020).

## Географія
Алтеймер розташований на висоті 63 метри над рівнем моря за координатами 34°19′31″ пн. ш. 91°50′58″ зх. д. / 34.32528° пн. ш. 91.84944° зх. д. (34.325263, -91.849513). За даними Бюро перепису населення США в 2010 році місто мало площу 5,63 км², з яких 5,44 км² — суходіл та 0,18 км² — водойми.

## Історія
Населений пункт Алтеймер був заснований 1884 року бізнесменом німецько-єврейського походження Луїсом Алтеймером. Майбутній емігрант народився 1850 року в Дармштадт-Еберштадті, у зрілому віці прочитав опубліковані історії відомого німецького авантюриста Фредеріка Герштакера, що оповідав зокрема про багаті землі штату Арканзас, після чого емігрував до Сполучених Штатів та оселився в місті Пайн-Блафф (Арканзас).
Родич Луїса Бен Алтеймер викупив 15 тисяч акрів землі, на території якої Алтеймери заснували селище, яке згодом стало містом в складі округу Джефферсон.

## Демографія
Згідно з переписом 2010 року, у місті мешкали 984 особи в 361 домогосподарстві у складі 248 родин. Густота населення становила 175 осіб/км². Було 423 помешкання (75/км²).
Расовий склад населення:
| - 88,1 % — чорних або афроамериканців - 10,0 % — білих - 1,0 % — азіатів |

До двох чи більше рас належало 0,3 %. Іспаномовні складали 1,4 % від усіх жителів.
За віковим діапазоном населення розподілялося таким чином: 28,3 % — особи молодші 18 років, 58,0 % — особи у віці 18—64 років, 13,7 % — особи у віці 65 років та старші. Медіана віку мешканця становила 36,9 року. На 100 осіб жіночої статі у місті припадало 92,6 чоловіків; на 100 жінок у віці від 18 років та старших — 84,3 чоловіків також старших 18 років.
Середній дохід на одне домашнє господарство становив 42 290 доларів США (медіана — 35 438), а середній дохід на одну сім'ю — 51 263 долари (медіана — 42 083). Медіана доходів становила 38 125 доларів для чоловіків та 25 000 доларів для жінок. За межею бідності перебувало 22,8 % осіб, у тому числі 39,5 % дітей у віці до 18 років та 14,3 % осіб у віці 65 років та старших.
Цивільне працевлаштоване населення становило 351 осіб. Основні галузі зайнятості: виробництво — 28,8 %, освіта, охорона здоров'я та соціальна допомога — 16,2 %, публічна адміністрація — 12,5 %, роздрібна торгівля — 10,8 %.
За даними перепису населення 2000 року в місті проживало 1192 особи, 295 сімей, налічувалося 394 домашніх господарств і 475 житлових будинків. Середня густота населення становила близько 212,9 людини на один квадратний кілометр. Расовий склад за даними перепису розподілився таким чином: 10,74 % білих, 87,92 % — чорних або афроамериканців, 0,08 % — азіатів, 0,34 % — інших народностей. Іспаномовні склали 1,09 % від усіх жителів міста.
З 394 домашніх господарств в 35,8 % — виховували дітей віком до 18 років, 42,1 % представляли собою подружні пари, які спільно проживають, в 29,4 % сімей жінки проживали без чоловіків, 24,9 % не мали сімей. 23,1 % від загального числа сімей на момент перепису жили самостійно, при цьому 12,2 % склали самотні літні люди у віці 65 років та старше. Середній розмір домашнього господарства склав 3,03 осіб, а середній розмір родини — 3,64 людей.
Населення міста за віковим діапазоном за даними перепису 2000 року розподілилося таким чином: 34,6 % — жителі молодше 18 років, 9,6 % — між 18 і 24 роками, 25,0 % — від 25 до 44 років, 18,0 % — від 45 до 64 років і 12,8 % — у віці 65 років та старше. Середній вік мешканця склав 32 роки. На кожні 100 жінок в Алтеймері припадало 82,3 чоловіків, у віці від 18 років та старше — 81,2 чоловіків також старше 18 років.
Середній дохід на одне домашнє господарство в місті склав 17 872 долара США, а середній дохід на одну сім'ю — 21 932 долара. При цьому чоловіки мали середній дохід в 29 375 доларів США на рік проти 21 250 доларів середньорічного доходу у жінок. Дохід на душу населення в місті склав 9428 доларів на рік. 37,5 % від усього числа сімей в окрузі і 41,6 % від усієї чисельності населення знаходилося на момент перепису населення за межею бідності, при цьому 52,1 % з них були молодші 18 років і 41,7 % — у віці 65 років та старше.

## Відомі уродженці та жителі
- Джеймс Сміт Макдоннел — інженер, один із засновників авіабудівної корпорації McDonnell Douglas.